# Gen gramatical
În lingvistică, genul este o categorie gramaticală proprie unor limbi, pe baza căreia substantivele sunt grupate în clase precum masculine, feminine, neutre, animate, inanimate. Baza acestei clasificări a fost distingerea ființelor de sex masculin de cele de sex feminin în cadrul categoriei animatelor (persoane, animale de sex evident) și distingerea acestora de inanimate (inclusiv plantele). Cu timpul, dependența dintre genul natural și cel gramatical s-a pierdut mai mult sau puțin în funcție de limbă, fapt dovedit mai ales de aceea că și nume de inanimate au ajuns să fie de genul masculin sau de genul feminin.
În unele limbi, precum suedeza, nu se distinge formal femininul de masculin, astfel că se iau în seamă un gen numit comun, care include, cu unele excepții, numele de animate și un număr de nume de inanimate, și unul neutru, care este de regulă al inanimatelor care nu sunt în prima categorie.
     fără genuri
     comun și neutru
     animat și inanimat – limba bască
     masculin și feminin
     masculin, feminin și neutru

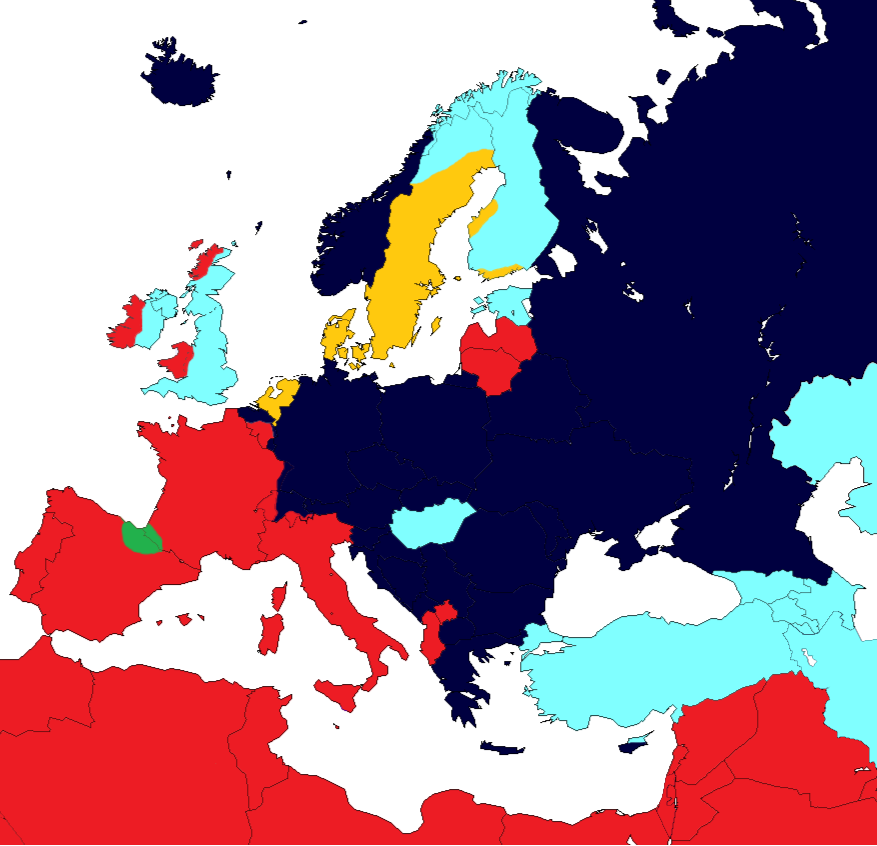
Genurile în limbile din Europa
fără genuri
comun și neutru
animat și inanimat – limba bască
masculin și feminin
masculin, feminin și neutru

Genul gramatical este indicat de trăsături morfologice. Cel puțin în unele limbi, cum sunt cele indo-europene, o asemenea trăsătură este în primul rând un anumit sufix, care poate fi o desinență. În cursul istoriei limbii, un asemenea sufix a fost preluat de cuvântul acordat cu substantivul. Acest cuvânt poate fi un determinant abstract (articol sau adjectiv pronominal), un adjectiv propriu-zis, un numeral ordinal, un verb la participiu sau un pronume, folosite în principal ca atribut sau ca nume predicativ. În cazurile în care substantivul și-a pierdut morfemul genului, acesta este indicat de cuvântul care se acordă cu el. Dintre aceste trăsături este suficientă și una singură pentru includerea substantivului într-o clasă de gen.
Unele limbi, precum maghiara, exprimă numai genul natural și caracterul inanimat, dar nu cu morfeme gramaticale, ci prin sensul lexical al cuvintelor.

## Indicarea genului gramatical în câteva limbi
În unele limbi indo-europene se exprimă trei genuri gramaticale, masculin, feminin și neutru, de exemplu în latină, în limbile slave sau în germană. În alte limbi, precum cele romanice de vest, nu mai sunt substantive de genul neutru. O limbă precum engleza a ajuns să distingă în mod foarte limitat genurile prin mijloace morfologice. Această secțiune prezintă indicarea genului gramatical în câteva limbi, în ordinea descrescătoare a măsurii în care este reprezentată această categorie.

### În limbile din diasistemul slav de centru-sud
Printre limbile indo-europene actuale, limbile slave deosebesc relativ bine genurile masculin, feminin și neutru. De exemplu, în cele din diasistemul slav de centru-sud, genul este indicat în primul rând de desinența cazului nominativ, la singular. Deși sunt excepții, la substantivele masculine această desinență este zero și cuvântul se termină în consoană (ex. izvor „izvor”), la cele feminine este -a (žaba „broască”, iar la cele neutre – -o (koljeno „genunchi” sau -e (polje „câmp”). Alte desinențe cazuale indică și ele genul.
Desinențele de nominativ singular neutru exprimă implicit și caracterul inanimat. În mod limitat, și la masculin este exprimat caracterul animat, respectiv inanimat, prin desinență. Astfel, acuzativul singular al substantivelor masculine nume de animate este identic cu genitivul lor [ex. majstora „pe (un) meșter”], în timp ce acuzativul singular al masculinelor nume de inanimate este la fel cu nominativul, ex. odmor „odihnă, odihna”.
Chiar dacă desinența substantivului nu este caracteristică pentru genul său, acesta poate fi dedus din forma cuvintelor care se acordă cu el, dat fiind că și desinența acestora indică genul:
- un adjectiv sau alt cuvânt folosit adjectival: neuredan rukopis „manuscris neordonat” (masculin), crnogorski grad „oraș muntenegrean” (masculin); prvi komšija „primul veci” (masculin, deși substantivul are desinența necaracteristică -a), ova kuća „casa aceasta” (feminin); novo izdanje „ediție nouă” (neutru)[10];
- un pronume substitut al substantivului: : On je dobar čovjek „El e un om bun” (m.)[11], Ona je glumica „Ea e actriță”[12];
- participiul verbului cu funcție de predicat, la timpurile compuse, inclusiv la diateza activă: Jesi li čuo? Pukla cev na trećem spratu! „Ai auzit? S-a spart o țeavă la etajul trei!” (În prima propoziție, genul masculin al subiectului inclus de persoana a doua este indicat de terminația -o a participiului, iar în a doua propoziție, genul feminin al subiectului este indicat de terminația -la a participiului cu verbul auxiliar omis, deși subiectul nu are desinență caracteristică pentru feminin.); Počelo je svetsko prvenstvo u fudbalu „A început campionatul mondial de fotbal” (Aici, participiul se acordă cu subiectul la neutru, ceea ce este indicat de terminația -lo.)[13].

### În limba română
Limba română este singura limbă romanică ale cărei gramatici iau în seamă trei genuri, dar în acestea genul neutru este interpretat altfel decât în latină sau în limbile slave. Toate substantivele neutre sunt nume de inanimate, masculine la singular și feminine la plural. O singură desinență este tipică pentru neutru, cea de nominativ-acuzativ plural -uri (ex. prânzuri). De aceea, unii lingviști folosesc termenul „ambigen” pentru aceste cuvinte.
În afară de -uri mai sunt numai două desinențe de nominativ singular care indică aproape totdeauna genul substantivului: -ă și -a. Prima este a numeroase substantive feminine (ex. garoafă), cea din urmă se limitează la câteva feminine, ex. stea. Celelalte morfeme sunt echivoce: la singular se termină în consoană atât masculine (sac), cât și neutre (creion); terminate în -e sunt și masculine (scripete), și feminine (petrecere), și neutre (nume).
Genul feminin se mai poate recunoaște și după sufixele de derivare terminate în -e: studențime, rufărie, porumbiște, bunătate.
Articolele și majoritatea adjectivelor, inclusiv pronominale, se acordă în gen cu determinatul lor, distingând masculinul de feminin, dar nu și neutrul, din cauza naturii acestuia.
Pronumele de persoana a III-a se acordă de asemenea cu substantivul pe care îl substituie, formele lor indicând în general genurile masculin și feminin la singular și la plural: el (m.), ea (f.); lui (m.), ei (genitiv-dativ f. singular); ei (nominativ-acuzativ m. plural), ele (f.); al meu (obiect posedat m.), a mea (obiect posedat f.); acesta (m.), aceasta (f.). Unele pronume indică genul numai la genitiv-dativ singular: căruia (m.), căreia (f.).

## În limba spaniolă
Gramaticile limbii spaniole cunosc numai substantive de genul masculin și de genul feminin, dar există și urme ale genului neutru la articolul hotărât singular [el (m.), la (f.) lo (n.)] și la două specii de pronume. Pronumele personal de persoana a III-a singular are și formă de neutru: él „el”, ella „ea”, ello (n.). De asemenea, pronumele/adjectiv demonstrativ: este „acesta”, esta „aceasta”, esto (n.); ese „acesta/acela”, esa „aceasta/aceea”, eso (n.); aquel „acela”, aquella „aceea”, aquello (n.). Spre deosebire de limbile slave, pronumele neutre spaniole nu substituie substantive, ci entități fără gen, de exemplu o propoziție: Lo suspendieron en matemáticas. Eso me extraña „A picat la matematică. Asta mă surprinde”. Articolul hotărât neutru poate fi aplicat, de exemplu, unui adjectiv substantivat denumind ceva abstract: lo bueno y lo malo „binele și răul”.
Deosebirea substantivelor masculine de cele feminine pe baza formei cuvântului nu este simplă nici în spaniolă. În general, substantivele terminate în -o și cele derivate cu sufixele -or, -aje, -men și -gen sunt masculine, iar cele terminate în -a și cele derivate cu sufixele -ad, -ed, -ud, -ión, -umbre și -ie sunt feminine, dar sunt destul de multe excepții, de exemplu masculine terminate în -a: el tema „tema”.
În spaniolă sunt și perechi de substantive de aceeași origine și cu aceeași formă, dar unul este masculin, celălalt feminin, având și sensuri diferite. Exemple: el guía „ghidul” (persoană) / la guía „ghidul” (carte), el orden „ordinea” / la orden „ordinul, porunca”, el margen „marginea” / la margen „malul”, el policía „polițistul” / la policía „poliția”.
Majoritatea cuvintelor acordate cu substantivul indică genul acestuia. O face articolul nehotărât: un problema (m.) „o problemă”, una mesa „o masă”. De asemenea, și articolul hotărât plural: los muchachos „băieții”, las manifestaciones „manifestațiile”. Articolul hotărât singular indică de regulă genul feminin (la carta „scrisoarea”, la intención „intenția”, la aduana „vama”), dar nu o face dacă începe cu a accentuat: el agua (f.) „apa”, ca și el árbol (m.) „arborele”. Adjectivele terminate în -o (m.) și în -a (f.) indică și ele genurile, dar sunt și adjective cu formă unică: triste „trist(ă)”, feliz „fericit(ă)” . Pronumele posesiv, care are aceeași formă cu adjectivul posesiv postpus, indică genurile [mío „(al) meu”, mía „(a) mea”], dar dacă este antepus, atunci o fac numai cele de persoana I și a II-a referitoare la mai mulți posesori: nuestro „nostru”, nuestra „noastră”, dar mi „meu, mea”.

### În limba franceză
Genul neutru a dispărut și din limba franceză. Numai printre pronumele demonstrative sunt patru forme numite neutre, care se referă de regulă la entități fără gen: cela „aceasta”, ça „asta”, ce „aceasta” și ceci „aceasta”. Alegerea uneia sau alteia din aceste forme este în funcție de registrul de limbă folosit.
Forma substantivului exprimă în mod limitat genul natural, iar pe cel gramatical în mod și mai limitat.
Particularitatea limbii franceze în exprimarea genului natural prin forma substantivului este că trebuie deosebită exprimarea genurilor în vorbire de cea în scris. Cauza acestui fapt este că, spre deosebire de spaniolă, de exemplu, în care s-a păstrat desinența de feminin -a din latină, în franceză, aceasta a evoluat mai întâi la [ə] scris e, dar în franceza standard actuală a devenit în general mută. Totuși, formarea femininului se face prin adăugarea unui e în scris, iar în vorbire, distingerea față de unele forme masculine se face prin faptul că consoana lor finală scrisă, dar nepronunțată, devine pronunțată la feminin. Exemple: [avo'ka] „avocat” → avocate [avo'kat], conférencier [kɔ̃feʁɑ̃'sje] „conferențiar” → conférencière [kɔ̃feʁɑ̃'sjɛ:ʁ] „conferențiară”, pharmacien [faʁma'sjɛ̃] „farmacist” → pharmacienne [faʁma'sjɛn] „farmacistă”.
Există sufixe lexicale caracteristice genurilor atât la animate, cât și la inanimate, ex. logement (m.) „locuință”, plumage (m.) „ansamblul penelor”, héroïsme (m.) „eroism”, cargaison (f.) „încărcătură”, richesse (f.) „bogăție”, jalousie (f.) „gelozie”, acteur „actor” – actrice „actriță”.
Genul numelui de animat este indicat în vorbire numai de cuvântul acordat cu el atunci când adăugarea lui -e de feminin nu schimbă pronunțarea. Aceasta se întâmplă atunci când forma de masculin se termină în vocală sau în -l, -c, uneori -r: ami „prieten” → amie „prietenă”, le colonel „colonelul” → la colonelle „soția colonelului”, Turc „turc” → Turque „turcoaică”, auteur „autor” → auteure „autoare”. Nici în scris nu se deosebește femininul de masculin dacă și la acest gen, cuvântul se termină în -e: un/une adversaire „un/o adversar(ă)”, un/une artiste „un/o artist(ă)”. Sunt și nume comune de persoană care se termină în consoană, putând fi totuși de ambele genuri: un/une enfant „un/o copil(ă)”. Ca în spaniolă, sunt și în franceză perechi de cuvinte cu origine și formă comune, dar de gen și cu sensuri diferite: un aide „un ajutor” (persoană) / une aide „un ajutor” (acțiune), un garde „un gardian” / une garde „o gardă”, un mode „un mod” / une mode „o modă”. Alte asemenea cuvinte nu au aceeași origine, dar sunt omonime: un mousse „un mus” / une mousse „o spumă”, un tour „un tur” / une tour „un turn”. 
Sunt și substantive ce denumesc persoane prin ocupația lor, care în mod tradițional sunt numai masculine, dar ocupația respectivă este și a unor femei. Sub influența feminismului, tendința este de a li se da și acestora formă de feminin sau măcar acordul cu ele să se facă la feminin. Aceasta se realizează în general în mod conștient și uneori folosirea formelor de feminin este oficializată, de exemplu în cantonul Geneva din Elveția. De relativ puțin timp se feminizează, de exemplu, următoarele cuvinte, unele prin derivare, altele numai prin acord: un juge „un judecător” → une juge „o judecătoare”, un professeur „un profesor” → une professeur(e) „o profesoară”, un footballeur „un fotbalist” → une footballeuse „o fotbalistă”, un sénateur „un senator” → une sénatrice „o senatoare”.
Forma numelor de inanimate indică genul numai dacă sunt derivate cu un sufix caracteristic unuia sau altuia din genuri. În afară de aceasta, mai sunt unele categorii de substantive în care toate sau aproape toate au același gen. De exemplu, numele metalelor sunt toate masculine (le fer „fierul”, le cuivre „cuprul”), iar numele științelor sunt aproape toate feminine: la botanique „botanica”, la grammaire „gramatica”.
Numai o parte a determinanților exprimă genul. Articolele hotărâte o fac numai înaintea cuvintelor cu inițială consonantică: le chien „câinele”, la clé „cheia”. Înaintea inițialei vocalice, vocala articolului cade: l’été (m.) „vara”, l’heure (f.) „ora”. La plural este un singur articol hotărât, les. Articolul nehotărât se acordă în gen la singular (un mur „un zid”, une femme „o femeie”), dar la plural și acesta are o singură formă, des. Dintre adjectivele posesive, numai cele terminate în -a indică univoc genul feminin singular, și numai înaintea cuvintelor cu inițială consonantică: sa cravate „cravata sa”, dar son erreur (f.) „greșeala sa”, ca și son veston (m.) „vestonul său”. Și adjectivele demonstrative indică genul numai la singular, și în cazul lor există de asemenea o posibilitate de confuzie în vorbire, dar nu în scris: ce garçon „acest băiat”, dar cet homme „acest bărbat”. Cet sună la fel ca cette (f.): cette affaire „această afacere”. La plural, și acest determinant are formă unică, ces.
Femininul adjectivelor se formează la fel ca al substantivelor nume de animate, deci și adjectivele indică genul cu aceleași limitări. Exemple:
- diferență auzibilă: ancien „vechi” → ancienne „veche”, complet „complet” → complète „completă”, naïf „naiv” → naïve „naivă”, favori „favorit” → favorite „favorită”, léger „ușor” → légère „ușoară”;
- diferență numai în scris: cruel „nemilos” → cruelle „nemiloasă”, intérieur „interior” → intérieure „interioară”, turc „turc” → turque „turcă”;
- aspect sonor și grafic unic: un livre utile (m.) „o carte utilă”, une chose utile (f.) „un lucru util”.

În franceză, participiul cuprins în formele temporale compuse ale predicatului se acordă în anumite cazuri cu subiectul, în alte cazuri cu complementul direct, dar indică genul în general numai în scris, fiindcă doar relativ puține participii se termină în consoană, aceasta fiind făcută auzibilă prin adăugarea lui -e. Exemple: la lettre que quelqu’un a lue (acord în scris, dar neauzibil) „scrisoarea pe care a citit-o cineva”; la porte que quelqu’un a ouverte (acord auzibil) „ușa pe care a deschis-o cineva”.
Majoritatea pronumelor de persoana a III-a indică genul, deși unele numai în scris. Câteva exemple: il/lui „el”; ceux-là „aceia”, celles-là „acelea”. Majoritatea pronumelor posesive se acordă de asemenea în gen (ex. le tien „al tău”, la tienne „a ta”), dar unele nu se acordă: les nôtres „ai noștri, ale noastre”; les vôtres „ai voștri, ale voastre”, les leurs „ai/ale lor”. Dintre pronumele interogativ-relative, cele simple nu indică genul (qui „cine, care”, que „pe care” etc.). Cele compuse îl indică în scris, dar în vorbire numai în măsura în care o face articolul hotărât din componența lor: lequel (m. sg.), laquelle (f. sg.), lesquels (m. pl.), lesquelles (f. pl.) „care”.

### În limba engleză
Dintre limbile prezentate aici, engleza este cea în care genul gramatical este cel mai slab reprezentat. În cursul istoriei sale, substantivele și-au pierdut ultima silabă și, cu aceasta, mărcile celor trei genuri pe care le exprimau inițial. Există un singur sufix cu care se poate deriva forma de feminin din unele substantive ce denumesc bărbați: steward → stewardess „stewardesă”, waiter „chelner” → waitress „chelneriță”.
Determinanții și adjectivele nu indică genul. O fac numai pronumele personale de persoana a III-a, exprimând trei genuri:
I like Steve. He’s great fun „Îmi place de Steve” (prenume masculin). E foarte nostim”;
I like Helen. She’s great fun „Îmi place de Helen (prenume feminin). E foarte nostimă”;
I like that game. It’s great fun „Îmi place jocul ăsta (inanimat). E foarte distractiv”.
It se poate referi și la un copil de sex necunoscut pentru vorbitor: Look at that baby. It’s been sick „Uită-te la bebelușul acela. A fost bolnav”.
Mai sunt și două pronume interogativ-relative, dintre care unul se referă la persoane, indiferent de sex, iar celălalt la inanimate:
Who was the girl who arrived late? „Cine era fata care a sosit târziu?”;
It was a dream which came true „Era un vis care a devenit realitate”.

## Listă de limbi după tipurile de gen gramatical pe care le posedă
| - Limba akkadiană - Limba albaneză - Limba amharică - Limba arabă - Limba aramaică - Limba asturiană - Limba berberă - Limba catalană - Limba coptă - Limba cornică - Limba corsicană - Limba ebraică - Limba egipteană - Limba franceză - Limba galeză - Limba galiciană - Limba hindi - Limba irlandeză - Limba italiană - Limba letonă - Limba lituaniană - Limba manciuriană - Limba occitană - Limba portugheză - Limba punjabă - Limba romani - Limba sardă - Limba scoțiană - Limba siciliană - Limba spaniolă - Limba urdu - Germana de jos - Limba daneză - Limba olandeză - Limba suedeză | - Limba bască - Limba elamită - Limba hitită - Limba sumeriană - Limba bielorusă - Limba bosniacă - Limba bulgară - Limba croată - Limba engleză veche - Limba feroeză - Limba galică - Limba germană - Limba greacă - Limba gujarati - Limba idiș - Limba irlandeză veche - Limba islandeză - Limba kannada - Limba latină - Limba macedoneană - Limba marathi - Limba norvegiană - Limba olandeză - Limba prusacă veche - Limba română - Limba rusă - Limba sanscrită - Limba sârbă - Limba slovenă - Limba sorabă - Limba telugu - Limba ucraineană - Limba zazaki - Limba cehă: masculin animat, masculin inanimat, feminin și neutru - Limba dyirbal: masculin, feminin, vegetal și altele' - Limba luganda: zece genuri numite „genul I” – „genul X” - Limba poloneză: masculin personal, masculin animat, masculin inanimat, feminin și neutru - Limba slovacă: masculin animat, masculin inanimat, feminin și neutru - Limba zande: masculin, feminin, animat și inanimat | - Interlingua - Limba afrikaans - Limba armeană - Limba azeră - Limba bengaleză - Limba bislama - Limba bugis - Limba birmană - Limba cebuano - Limba chineză - Limba chol - Limba coreeană - Limba engleză - Limba esperanto - Limba estonă - Limba filipineză - Limba finlandeză - Limba georgiană - Limba guaraní - Limba hawaiiană - Limba ido - Limba ilocano - Limba indoneziană - Limba japoneză - Limba khmeră - Limba laoțiană - Limba maghiară - Limba malaieză - Limba malgașă - Limba nahuatl - Limba persană - Limba pirahã - Limba quechua - Limba sami - Limba tamilă - Limba tok pisin - Limba turcă - Limba vietnameză - Limba yoruba - Limbile altaice - Lojban |